# Ralf Patrick Häusle
Ralf Patrick Häusle (* 30. Dezember 1994 in Bregenz) ist ein österreichischer Handballtorwart.

## Karriere
Häusle ist seit 2008 bei Bregenz Handball aktiv. In der Saison 2021/22 konnte er mit den Vorarlbergern den österreichischen Pokal gewinnen. 2022/23 muss Häusle aufgrund einer Rückenverletzung mehrere Monate pausieren.
2012 nahm der Handballtorwart mit dem Jugendnationalteam des Jahrgangs 1994 und jünger an der Jugendeuropameisterschaft teil und konnte den 6. Platz erreichen. Seit 2016 lief Häusle 24-mal für die österreichische Nationalmannschaft auf und nahm unter anderem an der Europameisterschaft 2022 teil.

## Erfolge
- Bregenz Handball
  - 1× Österreichischer Pokalsieger: 2022
  - 1× HLA-Supercup: 2022